# 格盧什基夫
48°38′37″N 25°28′36″E / 48.64361°N 25.47667°E
格盧什基夫（烏克蘭語：Глушків），是烏克蘭的村落，位於該國西部伊萬諾-弗蘭科夫斯克州，由科洛梅亚区負責管轄，始建於1472年，面積14.42平方公里，2001年人口1,171，人口密度每平方公里81.2人。